# Brattingsborg Skov
Brattingsborg skov er en ca. 230 hektar stor skov der ligger på Samsøs sydøstkyst og tilhører Brattingsborg gods. Skoven er privatejet, og der er kun adgang til skovens stier i dagtimerne og kun til fods eller på cykel. Motorkøretøjer er kun tilladt fra 1. maj til 31. maj og fra 1. oktober til 31. oktober og kun ad den direkte vej fra indkørslen til Brattingsborg Skov til Lushagen.
Den vestlige del rummer gamle bøgetræer og i det sydvestlige hjørne er der vindblæste gråpopler, fyrretræer og birketræer. Skoven drives som en traditionel skov. I skoven findes en række stenkister, hvor grøfter og kanaler er ført under skovvejene. De er lavet af godsinspektør Hans William August Kruse, der også kaldes Samsøs første arkæolog, pga. hans store arbejde med at finde, renovere og vedligeholde de mange gravhøje og jættestuer, der findes på Samsø.